# Валенсийский ратер
Валенсийский ратер (кат. gos rater valencià, исп. perro ratonero valenciano) — порода собак, выведенная в Испании, где местные крысоловы есть почти в каждой провинции. Множество подобных собак в странах Центральной и Латинской Америки. Породу можно отнести к группе терьеров, охотящихся на крыс, лис и барсуков. Признана Международной кинологической федерацией 6 июня 2022 года.

## История породы
Является древней коренной породой. Эти собаки всегда сопровождали валенсийских фермеров и крестьян, возделывающих рис, оберегая посевы от грызунов.
Предки ратеров, или, как их ещё называли, — крысоловов из таверн, — обладали великолепными способностями уничтожать водившихся в огромном количестве в портах, конюшнях, трактирах и на кожевенных заводах мышей и крыс, и не ассоциировались с какой-то конкретной породой. При разведении отбирались особи в основном белого окраса с чёрными отметинами и рыжими подпалинами, причём в Средневековье идеальным считался окрас с белым корпусом и чёрной головой, при котором белая спина хорошо видна при ночной охоте на крыс, а чёрная голова должна была напротив маскировать собаку, когда та залезала в крысиную нору.
Множество споров возникло при выборе официального названия породы. Предлагалось даже сохранить её средневековый вариант — кастильский трактирный крысолов или крысиный яд.
Схожая по описаниям собака была на каракке «Санта-Мария» Христофора Колумба. Когда в 1492 году флагман подошёл к острову Сан-Сальвадор Багамского архипелага, она вместе с матросами отправилась на шлюпке к берегу и за несколько метров до него прыгнула в воду и поплыла. Возможно, первым «европейцем», ступившим на землю Нового Света, был именно валенсийский ратер.
Окончательное формирование породы произошло в конце XVIII — начале XIX века, и в нём принимали участие представители других пород терьеров (фокстерьеры, йоркширские терьеры) с заходивших в порты южной Испании многочисленных английских торговых судов.
В 1994 году на выставке собак в Валенсии приняли участие 23 валенсийских ратера. В 1996 году порода получила официальное признание у себя на родине, а в 2004 году была признана Испанским клубом собаководства.
В 2022 году породу признал FCI.

## Внешний вид
Собака небольшого размера с преобладающим трёхцветным окрасом. Отношение ширины черепа к его длине — 1/1, длины морды к длине черепа — 3/5, высоты в холке к длине туловища — 4/3.
Голова пропорциональна телу. Морда узкая, переход ото лба к морде выражен. Уши стоячие, среднего размера (около 10 см), треугольные, высоко посаженные. Шея мускулистая, без подвеса. Грудь широкая, сильная; живот подобран. Хвост купируется, но встречаются и бесхвостые собаки. Передние конечности длинные, худые, очень мускулистые; задние конечности мощные, с выраженными углами сочленений и хорошо развитой мускулатурой; лапы заячьего типа, задние без прибылых пальцев.
Кожный покров тонкий, плотно прилегающий. Шерсть тонкая и короткая, длиной до 2 см. Наиболее распространённым является трёхцветный окрас — чёрно-коричневый с белыми пятнами, также встречается чёрно-белый, коричнево-белый, шоколадно-коричневый и шоколадно-белый окрас, реже однородный.
Высота в холке кобелей — от 30 до 40 см, сук — от 29 до 38 см, у гармонично сложенных особей допускается отклонение в пределах 1 см в обе стороны, а идеальным считается рост 36 см у кобелей и 33 см у сук. Вес — 4—8 кг.

## Темперамент
Обладают живым, весёлым и немного нервозным нравом. Ласковые, верные, хотя к незнакомцам относятся настороженно, а в роли сторожа решительны и неподкупны, различными типами лая могут сообщать о присутствии постороннего или необычном событии. Отличные и внимательные компаньоны, всегда стремятся быть полезными. Подвижные, цепкие, храбрые не только в охоте, но и в защите своего хозяина и его имущества. Способны быстро обучаться.
Валенсийский ратер — собака одного хозяина: относясь с любовью ко всем членам семьи, всегда будет ориентироваться лишь на одного из них. Благодаря своей атлетической конформации, физической силе и маневренности эти собаки могут с успехом использоваться в спортивных дисциплинах, таких, как аджилити или фристайл.

## Здоровье
Валенсийские ратеры относятся к числу собак, обладающих крепким здоровьем, заболеваний, передающихся по наследству, у представителей этой породы не выявлено. Нередко встречаются собаки в возрасте 17 лет, однако средняя продолжительность их жизни — 12—13 лет.